# لغة معرفة
اللغة المعرفة أو اللغة الوصفية، في المنطق واللغويات هي لغة تستعمل لوصف لغات أخرى. ، غالبًا ما تُميز التعبيرات في اللغة الوصفية عن تلك الموجودة في لغة المفعول به باستخدام الخط المائل أو علامات الاقتباس أو الكتابة على سطر منفصل. ويمكن وصف بنية الجمل والعبارات في اللغة الوصفية باستخدام صيغة وصفية. على سبيل المثال، إذا أردنا أن نقول إن كلمة "اسم" يمكن استخدامها كاسم في جملة، فيمكن كتابة "اسم" هي <اسم>.

## أنواع اللغة الوصفية
هناك مجموعة متنوعة من أنواع اللغة الوصفية المعترف بها، بما في ذلك اللغات الوصفية المضمنة، والمرتبة، والمتداخلة (أو الهرمية).